# 梅原半二
梅原 半二（うめはら はんじ、1903年5月24日 - 1989年5月23日）は、日本の自動車技術者。元豊田中央研究所代表取締役所長を務めた。

## 経歴
愛知県知多郡内海町（現南知多町）生まれ。味噌醤油醸造業米沢屋を営む名家で兄は町長を務めた。愛知県第一中学校（現愛知県立旭丘高等学校）第4学年を修了し、第八高等学校卒業後、東北帝国大学工学部機械工学科に進学するが結核患い休学となる。その後東北帝国大学講師を辞し、妻が経営するバーのマスターを務めていたが、1936年に豊田自動織機製作所に入社し、自動車部嘱託技師となる。1945年東北帝国大学工学博士。1950年からトヨタ自動車工業取締役を務め。初代トヨタ・クラウン、初代トヨタ・コロナの開発指揮を行った。1960年トヨタ自動車工業常務取締役に昇格。品質管理部門等を統括し、デミング賞を受賞した。1960年豊田中央研究所建設委員長。1967年豊田中央研究所代表取締役所長。1974年、豊田中央研究所顧問。紫綬褒章受章。1975年4月29日、勲三等瑞宝章受章。1989年5月23日、心不全のため死去。85歳没。

## 家族・人物
哲学者の梅原猛は実子であるが、猛の実母である石川千代（半二が下宿していた魚問屋の娘）との間に大学在籍中に授かった子であり、梅原家が結婚に反対。さらに2人は結核を患い、千代は間もなく死去。猛は赤子の頃に半二の兄・梅原半兵衛に引き取られることとなった。こののち遠藤トモと結婚したが、これが半二のトヨタ入りの遠縁となったとされている。
夫婦ともに日本中央競馬会（JRA）に登録していた馬主でもあった。勝負服の柄は紫、緑袖、トモは水色、白袖、桃鋸歯形。
主な所有馬
- キタカミ（半二の所有、1979年スプリングカップ、1980年東海大賞典）[10]
- タケノコマヨシ（トモの所有、1986年神戸新聞杯、京都新聞杯）[11]

## 著書
- 『純の中の不純』黎明書房 1974年
- 『平凡の中の非凡』佼成出版社 1990年